# جوزف ستيلويل
الجنرال جوزيف وارين ستيلويل (بالإنجليزية:Joseph Warren Stilwell) ، من مواليد 19 مارس 1883م وتوفي 12 أكتوبر 1946م ، يلقب بالعم جو "Uncle Joe" ، عمل جنرالاً بالجيش الأمريكي ، وهو الذي يدعم المقاومة الصينية والجيش الصيني للصد عن العدوان الياباني في بورما .

## روابط خارجية
- جوزف ستيلويل على موقع الموسوعة البريطانية (الإنجليزية)
- جوزف ستيلويل على موقع مونزينجر (الألمانية)
- جوزف ستيلويل على موقع إن إن دي بي (الإنجليزية)